# Tidarren
Tidarren es un género de arañas araneomorfas de la familia Theridiidae.

## Especies
- Tidarren aethiops Knoflach & van Harten, 2006
- Tidarren afrum Knoflach & van Harten, 2006
- Tidarren apartiolum Knoflach & van Harten, 2006
- Tidarren argo Knoflach & van Harten, 2001
- Tidarren circe Knoflach & van Harten, 2006
- Tidarren cuneolatum (Tullgren, 1910)
- Tidarren dasyglossa Knoflach & van Harten, 2006
- Tidarren dentigerum Knoflach & van Harten, 2006
- Tidarren ephemerum Knoflach & van Harten, 2006
- Tidarren gracile Knoflach & van Harten, 2006
- Tidarren griswoldi Knoflach & van Harten, 2006
- Tidarren haemorrhoidale (Bertkau, 1880)
- Tidarren horaki Knoflach & van Harten, 2006
- Tidarren konrad Knoflach & van Harten, 2006
- Tidarren lanceolatum Knoflach & van Harten, 2006
- Tidarren levii Schmidt, 1957
- Tidarren mixtum (O. P.-Cambridge, 1896)
- Tidarren obtusum Knoflach & van Harten, 2006
- Tidarren perplexumKnoflach & van Harten, 2006
- Tidarren scenicum (Thorell, 1899)
- Tidarren sheba Knoflach & van Harten, 2006
- Tidarren sisyphoides (Walckenaer, 1842)
- Tidarren ubickorum Knoflach & van Harten, 2006
- Tidarren usambara Knoflach & van Harten, 2006